# Дентиче, Фабрицио
Фабри́цио Де́нтиче (итал. Fabrizio Dentice; ок. 1530, Неаполь — 24 февраля 1581, Парма) — итальянский композитор и лютнист.

## Биография
Происходил из аристократической неаполитанской семьи. Получил музыкальное образование в родном городе у отца, Луиджи Дентиче (род. между 1510 и 1520, умер в 1566), который также был лютнистом и композитором. В 1545 году принял участие как певчий (фальцетист) в комедии Gl’ingannati, которая была поставлена в Неаполе. В 1552 году после неудачного восстания неаполитанской знати против испанского правления бежал (вместе с отцом) из Неаполя в Рим. В 1562-67 годах находился на службе у миланского губернатора Фердинандо д'Авалоса. В 1564 году ездил «на гастроли» в Барселону, где вызвал восторг местной аристократии.  С января 1569 находился на службе герцога пармского Оттавио Фарнезе, при дворе которого сочинял музыку и преподавал. Сохранились свидетельства о его частых поездках в Рим.

## Творчество
Из церковной музыки Дентиче сохранился «Плач Иеремии» — масштабный сборник, содержащий большие респонсории, антифоны, Benedictus и Miserere — к страстной утрене католиков (в Великий Четверг, Великую Пятницу и Великую Субботу), известной на Западе под метафорическим названием Tenebrae (сборник напечатан посмертно, в 1593), 14 мотетов. Сборник 5-голосных мотетов и «духовных мадригалов» (1581) утрачен. Из светской музыки помимо трёх мадригалов сохранились немногие лютневые фантазии и ричеркары.

## Издания сочинений и литература
- Da Napoli a Parma: itinerari di un musicista aristocratico: opere vocali di Fabrizio Dentice (1530 ca–1581), ed. D. Fabris. Milanо, 1998 (собрание вокальных сочинений Ф.Дентиче)
- Farbrizio Dentice // Neapolitan lute music.  Madison: A-R Editions, 2004, pp. X—XII (биографический очерк); содержит собрание инструментальных сочинений Ф.Дентиче)
- Fabris D. Vita e opere di Fabrizio Dentice, nobile napoletano, compositore del secondo Cinquecento // Studi musicali 21 (1992), pp. 61–113.